# Ina Schabert
Ina Schabert (* 1940 in Gelsenkirchen) ist eine deutsche Anglistin und emeritierte Professorin für englische Literaturwissenschaft.

## Leben und Werk
Ina Schabert war nach dem Staatsexamen für die Fächer Englisch und Französisch im Jahr 1966 Mitarbeiterin an der Universität München und wurde 1969 mit einer Arbeit über Michael Drayton promoviert. Sie erhielt 1974 die Lehrbefugnis und wurde 1980 zur Professorin für englische Literaturwissenschaft an die LMU München berufen. Sie war von 1987 bis 1989 Vizepräsidentin der Universität München, war mehrere Jahre Mitglied und Sprecherin des Graduiertenkollegs „Geschlechterdifferenz und Literatur“ und von 2000 bis 2006 Herausgeberin des Shakespeare-Jahrbuchs. 2006 wurde sie emeritiert. Für ihre Arbeit wurde sie mit dem Bundesverdienstkreuz am Bande und dem Bayerischen Verdienstorden geehrt.
Ihre Forschungsschwerpunkte sind neben dem Werk von William Shakespeare die Literatur der Renaissance und die literarhistorische Geschlechterforschung.

## Auswahl von Publikationen
- Shakespeare-Handbuch. Die Zeit, der Mensch, das Werk, die Nachwelt. Kröner, Stuttgart 1972, ISBN 3-520-38601-1 (5., durchgesehene und ergänzte Auflage ebenda 2009, ISBN 978-3-520-38605-2).
- als Herausgeberin mit Michaela Boenke: Imaginationen des Anderen im 16. und 17. Jahrhundert (= Wolfenbütteler Forschungen. Bd. 97). Harrassowitz, Wiesbaden 2002, ISBN 3-447-04631-7.
- Englische Literaturgeschichte des 20. Jahrhunderts. Eine neue Darstellung aus der Sicht der Geschlechterforschung (= Kröners Taschenausgabe. Band 397). Kröner, Stuttgart 2006, ISBN 3-520-39701-3.
- Shakespeares. Die unendliche Vielfalt der Bilder (= Kröner-Taschenbuch. Band 511). Kröner, Stuttgart 2013, ISBN 978-3-520-51101-0.
- Die Gleichheit der Geschlechter. Eine Literaturgeschichte der Aufklärung. (= Die feministische Aufklärung in Europa. Bd. 1). Herausgegeben und eingeleitet von Isabel Karremann. J.B. Metzler, Berlin 2021.